# Clyomys laticeps
Clyomys laticeps é uma espécie de roedor da família Echimyidae.
Pode ser encontrado em áreas de Cerrado e do Pantanal no Brasil e Paraguai.